# Аис
Аис (на английски: Ais or Ays) е коренното население на източното крайбрежие на Флорида, САЩ. Традиционната им родина се простира по Атлантическия бряг, от Кейп Канаверал до Санта Лусия. Селата им са разположени главно в басейна на Индиън Ривър, наричана от испанците Рио де Аис. Малкото сведения, които има за тях идват основно от Джонатан Дикинсън, корабукрушенец, който живее няколко седмици при племето през 1696 г. Според Дикинсън, аис са предимно ловци-събирачи и риболовци, живеещи в дървени къщи покрити с палмови листа. Облеклото им е оскъдно, състоящо се обикновено от препаски от палмови листа за мъжете и от същите, но сламени за жените. Малко е известно за произхода и езика им. Някои лингвисти смятат, че езикът им е свързан с мускогските езици, а други го определят като език араваки.

## История
По време на престоя на Дикинсън, аис вече имат чести контакти с европейците. Испанците ги откриват още в средата на 16 век. През 1566 г. основателят на Сан Аугустин, Педро Менендез де Авилес построява укрепление и мисия близо до едно от селищата им, които нарича Санта Лусия. Скоро след основаването им обаче аис атакуват крепостта, убиват 23-ма от войниците и принуждават испанците да изоставят форта и мисията. През 1605 г. губернаторът на Флорида Педро де Ибара изпраща Алваро Мексия като емисар при племето. Мисията на Мексия е успешна и той успява да слючи мир с аис. В крайна сметка Испания поема контрола върху територията и племето. След 1700 г. англичани от Каролина и техни индиански съюзници редовно извършват робски набези срещу аис. През 1743 г. испанците основават мисия на залива Бискейн за всички южни племена и събират оцелелите индианци там. След 1760 г. обаче аис изчезват от историята, претопени вероятно из мисиите на Флорида.